# MFS投資管理
MFS投資管理（MFS Investment Management，MFS）是一家總部設在美國的投資管理公司，舊名麻省金融服務（Massachusetts Financial Services）。該公司成立於1924年，是世界歷史最古老的資產管理公司之一。

## 外部連結
- Company web site （页面存档备份，存于）